# Edouard Corsini
Pour les articles homonymes, voir Corsini et Corsini (homonymie).
Edouard Corsini, Odoardo Corsini ou Edoardo Corsini (né Silvestro Corsini le 5 octobre 1702 à Fanano, Italie – mort le 27 novembre 1765 à Pise, Italie) est un religieux, mathématicien et philosophe italien.

## Biographie
Odoardo Corsini étudie au collège des piaristes de Fanano, puis entre dans l’ordre au noviciat de Florence. Nommé professeur de philosophie dans l’école gérée par l’ordre à Florence, il passe ensuite à l’Université de Pise, où il enseigne jusqu’aux derniers jours de sa vie : logique, métaphysique puis l’éthique, ainsi que les lettres. Il occupe également diverses fonctions administratives de son ordre : élu Supérieur Général pour la période 1754-60, il réside alors à Rome et doit renoncer durant ce temps à l’enseignement. Le duc François III de Modène lui offre de devenir bibliothécaire ducal, après le décès de Muratori, mais il refuse. Corsini entretenait des rapports étroits avec beaucoup d’érudits de son temps, en particulier Ludovico Antonio Muratori et Scipione Maffei. En 1761, il est chargé d’écrire l’histoire de Pise - mais son travail restera inachevé en raison de sa mort en 1765. 
Porté par goût vers les recherches historiques, il s’illustre en ce domaine en tant qu’antiquaire (au sens ancien du terme), par ses leçons et ses nombreux ouvrages savants, au point d’être reconnu comme l’un des principaux érudits italiens de son temps. Il laisse de nombreuses œuvres imprimées et inédites. Outre son cours de philosophie en cinq volumes qui fut amplement diffusé en Italie (ainsi qu’en Espagne dans la seconde moitié du XVIIIe siècle), il est aussi célèbre pour ses recherches dans le domaine de la chronologie, de l’épigraphie, la philologie et la numismatique antique.

## Œuvres

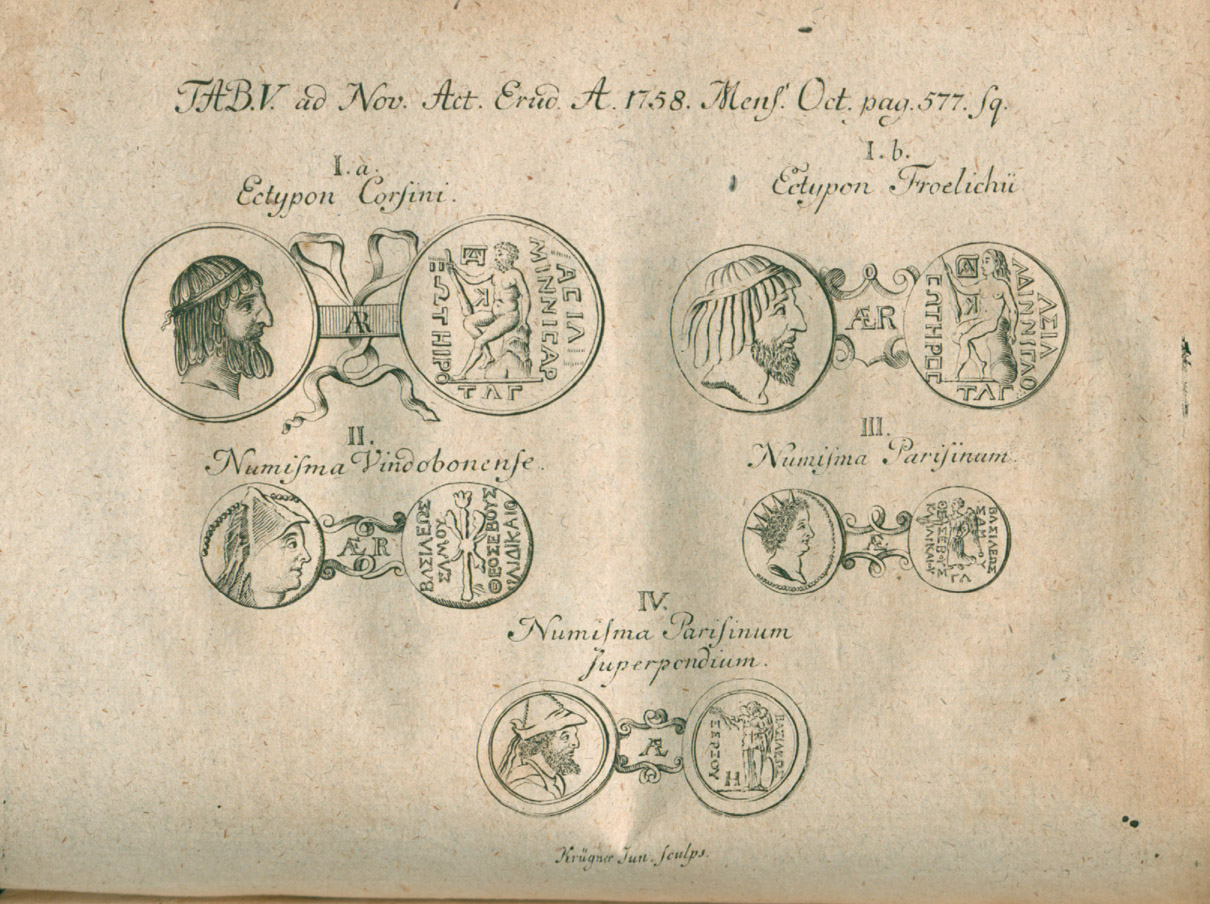
Illustration sur De Minnisari et Dubia de Minnisari publiée dans les Acta Eruditorum, 1758

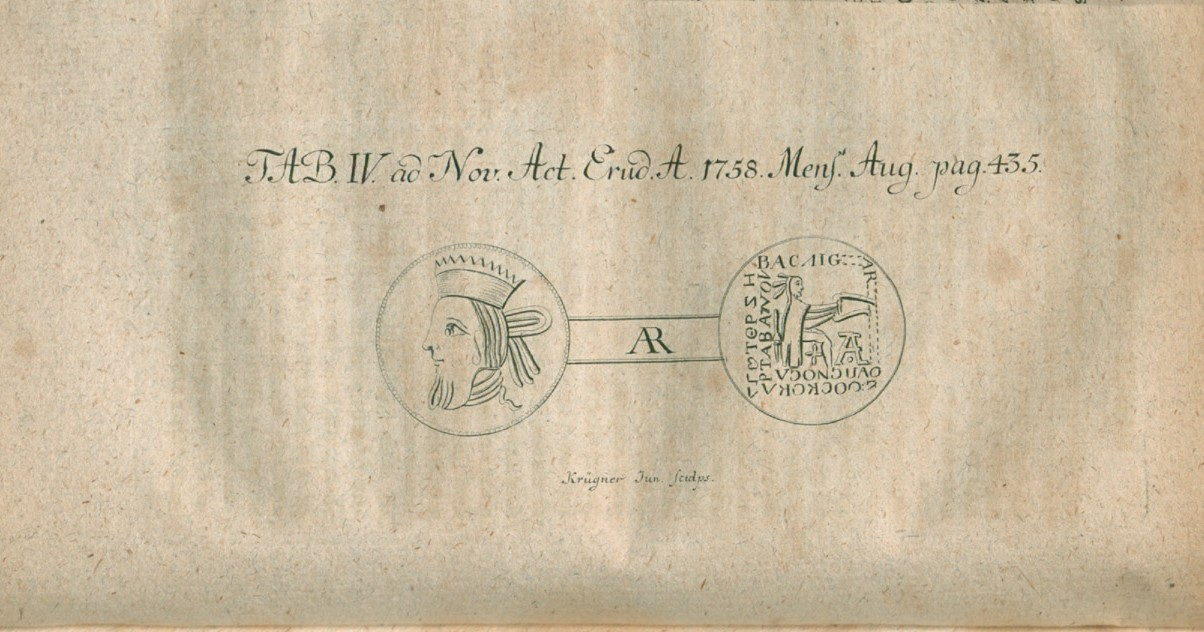
Illustration sur l' Epistola ad Paulum M. Paciaudum, ... publiée dans les Acta Eruditorum, 1758

- Institutiones philosophicae ad usum scholarum piarum, 5 vols Bologne, ex typographia Laelii a Vulpe, 1741-1742
- Ragionamento istorico sopra la Valdichiana, Firenze, 1742[2]
- Fasti attici, 1744-56, 4 volumes
- Fastes attiques[3]
- Dissertationes IV agonisticae, 1747
- Index notarum Graecarum quae in aereis ac marmoreis Graecorum tabulis observantur, Firenze, 1752[4]
- De Minnisari aliorumque Armeniae regum nummis et Arsacidarum epocha dissertatio, Firenze, 1754[5]
- Spiegazione di due antichissime iscrizioni greche indirizzata al reverendissimo padre Anton Francesco Vezzosi, Rome, 1756[6]
- Series praefectorum Urbis, 1763